# Give It Away
Give It Away je píseň rockové skupiny Red Hot Chili Peppers z alba Blood Sugar Sex Magik. Píseň byla vydána jako singl v září 1991, videoklip k písni vznikl v roce 1992. Píseň sice nedosáhla tak komerčního úspěchu jako třeba Under the Bridge, nicméně zůstala jednou z nejznámějších písní skupiny Red Hot Chili Peppers. Kapela ji hraje pravidelně na svých koncertech, píseň zazněla i při předávání cen Grammy v roce 1993.

## Obsazení nástrojů
Red Hot Chili Peppers
- Michael Balzary (Flea) – baskytara
- John Frusciante – kytary
- Anthony Kiedis – zpěv
- Chad Smith – bicí, tamburína

Pomocní studioví muzikanti
- Brendan O'Brien – Hammondovy varhany
- Pete Weiss – brumle